# Schwarzkopf (Kosmetik)

Logo der eingetragenen Wort-Bild-Marke

Schwarzkopf war ein deutsches Unternehmen im Kosmetikbereich. Es entstand etwa 1898. 1995 wurde es vom Unternehmen Henkel übernommen.
Heute ist Schwarzkopf eine Dachmarke des Henkel-Konzerns, unter der verschiedene Haarkosmetikmarken des Unternehmensbereichs Beauty Care zusammengefasst sind. Schwarzkopf-Produkte werden in mehr als 125 Ländern vertrieben.

## Geschichte

Historische Werbetafel

Erstes eingetragenes Logo von 1904

### Unternehmensgründung und frühe Jahre
Die Marke geht zurück auf den Chemiker und Apotheker Hans Schwarzkopf, der im Jahr 1898 an der Passauer Straße in Berlin-Charlottenburg eine „Farben-, Drogen- und Parfümeriehandlung“ eröffnete. Eine Kundin hatte in England ein Haarwaschmittel in Pulverform kennengelernt und wünschte, dass der Drogist es ihr bestelle. Hans Schwarzkopf vertröstete sie mehrfach, bis sie eines Tages nicht mehr erschien. Stattdessen kam er auf die Idee, selbst ein solches Produkt zu entwickeln. Nach mehrjähriger Entwicklungsarbeit brachte Hans Schwarzkopf im Jahr 1904 ein Shampoo in Pulverform auf den Markt. Es kostete pro Tüte (für eine Behandlung) 20 Pfennige (die Kaufkraft entspricht heute etwa 1,50 Euro), wurde in Wasser aufgelöst und erwies sich in der Bequemlichkeit allen damals erhältlichen Haarwaschseifen als überlegen. Das „Shampoon mit dem schwarzen Kopf“ wurde zum ersten haarkosmetischen Markenartikel in Deutschland. Aufgrund des Erfolges gab Hans Schwarzkopf noch im selben Jahr seine Drogerie auf und konzentrierte sich auf die Produktion und Vermarktung.
Im Jahr 1903 entwickelte Schwarzkopf das erste Pulver-Haarwaschmittel, das in Wasser aufgelöst wurde, er nannte es „Shampoon“. Internationale Vertriebskontakte mit den Niederlanden und Russland folgten. 1919 wurde „Shampoon“ in „Schaumpon“ umbenannt. Nach dem Tod von Hans Schwarzkopf im Jahr 1921 übernahm dessen Ehefrau Martha Schwarzkopf die Führung des Unternehmens. 1927 traten ihre älteren Söhne Hans Schwarzkopf (1903–1968) und Kurt Schwarzkopf (1905–1969) in das Unternehmen ein, das von einer OHG in eine Familienkommanditgesellschaft umgewandelt wurde. Hans Schwarzkopf verwaltete treuhänderisch die Anteile des jüngeren Bruders Heinz Schwarzkopf. 1935 wurden Hans und Kurt zu Direktoren der Schwarzkopf KG ernannt. Ende 1927 erfolgte die Grundsteinlegung zu einem Fabrikneubau in Berlin-Tempelhof (Alboinstraße), der 1929 eingeweiht wurde.
Mit der Einführung des ersten flüssigen Haarwaschmittels mit den Sorten Kamille und Teer gelang der Firma Schwarzkopf 1927 eine weitere Produktinnovation auf dem europäischen Markt. Im selben Jahr erfolgte die Patenterteilung für „Schwarzkopf Haarglanz“. Das Pulver wurde „Schwarzkopf-Schaumpon“ in einem Beutel beigegeben. Die Nachfrage nach den Haarpflegeprodukten ließ das Geschäft rasant wachsen und führte zur Eröffnung des allerersten Trainingszentrums für Friseure: das „Schwarzkopf Institut für Haarhygiene“ im Tempelhofer Schwarzkopf-Werk.

### NS-Zeit
Mit „Onalkal“ wurde 1933 das weltweit erste seifenfreie, d. h. alkalifreie Haarwaschmittel lanciert. Es gilt als Prototyp aller modernen Shampoos und wurde zunächst trocken und konzentriert (10fach verdünnbar) ausgeliefert. Im selben Jahr kam das erste Kurpräparat für die Haarpflege beim Friseur in Deutschland zur Produktpalette.
1934 erfolgte die Gründung einer Filiale der Schwarzkopf KG in Wien. 1934 brachte das Unternehmen das Haarwasser „Seborin“ auf den Markt sowie die erste Dauerwell-Kombination mit Alkacid. Fortan bildeten Dauerwellen neben Haarpflegeprodukten einen Hauptbestandteil des Produktangebots. Ergänzend brachte die Schwarzkopf KG 1935 die „Onalka-Serie“ mit Gesichtswasser, Hautcremes und Rezeptbüchern auf den Markt und umfasste bis 1938 vierzig Artikel. 1936 erfolgte die Aufstockung des Bürohauses der Schwarzkopf KG in Berlin, die Angliederung des „Haar-Hygiene-Instituts“ sowie die Eröffnung einer Friseurschule. 1937 wurde die Friseurgeräte-Firma Sanitas in das Unternehmen eingruppiert.
1942 füllte das Unternehmen auch Medikamente und Seren für den Hauptsanitätspark der Wehrmacht ab. Es wurde damit zum kriegswichtigen Betrieb. Zur Fertigung von Dreiecks- und Viereckstüchern wurden 40 Näherinnen eingestellt. Außerdem produzierte Schwarzkopf das Schuhimprägnierungsmittel Soltit. Es wurde mit dem Werbeslogan „Denke daran bei jedem Schritt, deine Sohlen schützt Soltit“ angepriesen. Das Unternehmen versicherte, dass Schuhe und insbesondere Kampfstiefel dreimal so lange haltbar und zudem wasserdicht würden.
1944 wurden der Hörsaal sowie die erste und dritte Fabriketage der Produktionsstätte der Schwarzkopf KG in Berlin-Tempelhof durch Bomben zerstört. Teile der Produktion und die hauseigene Druckerei wurden daraufhin nach Naumburg in Schlesien ausgelagert. Dem Konzernarchiv Henkel liegen keine Akten aus dem Zweiten Weltkrieg zur Geschäftsführung und der Eigentümerfamilie vor, mit Ausnahme einer „Schadensmeldung“ des Berliner Werks nach einem Luftangriff im Sommer 1943. Neben der Anzahl der zu diesem Zeitpunkt im Werk tätigen Mitarbeitenden sind insgesamt 191 „ausländische Arbeiter“ angegeben, vermutlich Zwangsarbeiter. Laut Auskunft des Landesarchivs Berlin unterhielt die Fa. Schwarzkopf mehrere Zwangsarbeitslager: in Berlin-Lichterfelde in der Goerzallee, in Berlin-Tempelhof in der Bosestraße und in Berlin-Steglitz in der Poschingerstraße 41.

### Nach Ende des Zweiten Weltkriegs
Nach dem Zweiten Weltkrieg wurde der Unternehmenssitz von Berlin nach Hamburg verlegt. Nach Kriegsende verlor Schwarzkopf in 27 Ländern insgesamt 208 Warenzeichen durch Enteignung oder Verwendungsverbot.
1946 erfolgte in Hamburg am Valentinskamp der Aufbau einer notdürftigen Produktion unter der Leitung von Hans und Heinz Schwarzkopf. Ihr Bruder Kurt Schwarzkopf begann aufgrund der schwer zu überwindenden Zonengrenzen in Westdeutschland zeitgleich mit dem Aufbau einer Produktion im bayerischen Wassertrüdingen. 1947 führte Schwarzkopf „Onaltherma“, die erste „kalte Dauerwelle“ auf dem deutschen Markt ein, die es ermöglichte, das Haar permanent zu wellen, ohne es auf fast 100 Grad erhitzen zu müssen; „cold waves“ erfreuten sich seinerzeit in den USA schon lange großer Beliebtheit. Außerdem kam in diesem Jahr „Poly Color“, die Haarfärbung für den Endverbraucher, auf den Markt.
1949 brachte Schwarzkopf mit der „Schauma Creme-Schaumpon“ in einer Metall-Tube ein Produkt auf den deutschen Markt, das sich bald durchsetzte. Die Marke „Schauma“ wurde in West-Deutschland zum Synonym für Shampoo. 1950 wird Hamburg zum zentralen Verwaltungssitz der Schwarzkopf KG. Der Schwerpunkt der Produktion lag in Wassertrüdingen. Die Schwarzkopf-Vertretungen in der Deutschen Demokratischen Republik wurden „wegen unüberwindlicher wirtschaftlicher und politischer Schwierigkeiten aufgelöst“.
Für mehr Glanz im Haar kam 1952 „Gliss Sprüh-Tonic“ in einer Glasflasche mit Zerstäuber auf den Markt. Unter dem Markennamen „Bac“ kam 1952 ein neu entwickelter Deo-Stift an den Verbraucher.
Ab 1953 entstand in Wassertrüdingen ein Neubau für Produktionsstätten, 1954 ergänzt durch eine Werkssiedlung. 1954 stellte die Schwarzkopf AG ihre Produktion in Hamburg ein, die 1955 in Wassertrüdingen in vollem Umfang aufgenommen wurde. In Hamburg verbleiben die Zentralverwaltung mit Geschäftsführung sowie die Forschung und Entwicklung. 1955 kam als erstes Haarspray „Taft“ auf den Markt. Es wurde als „flüssiges Haarnetz“ angepriesen und war zuerst nur im Friseurhandel erhältlich. Das Verb „taften“ entwickelte sich im Deutschland des Wirtschaftswunders zum Synonym für „das Haar mit Haarspray besprühen“.
„Taft“ war erst ab 1956 auch im Einzelhandel erhältlich. Um eine hohe Rohstoffqualität für ein Frischeishampoo zu gewährleisten, unterhielt das Werk in Wassertrüdingen von 1959 bis 1967 eigens eine Hühnerfarm. 1959 kam mit „Frottée“ ein Trockenshampoo auf den Markt.
1963 beschäftigte Schwarzkopf 2.800 Mitarbeiter in Deutschland. Bereits in den Jahren zuvor erfolgte eine Expansion ins Ausland, wie etwa 1961 mit Gründung der Schwarzkopf Ltd in Aylesbury, England und der Jean Bollhalter AG (St. Gallen, Schweiz). 1962 übernahm Schwarzkopf die Herford Smith Pty Ltd. in Australien um auch dort ihre Produkte auf den Markt zu bringen.
Am 20. Mai 1968 starb Hans Schwarzkopf. Sein Bruder Heinz Schwarzkopf folgte ihm am 7. Oktober 1969. Noch im selben Jahr erfolgte die Zusammenfassung von Schwarzkopf in Berlin, Hamburg und Wassertrüdingen zur Hans Schwarzkopf GmbH, Hamburg. Die Hoechst AG beteiligt sich zunächst mit 23,85 Prozent an der Hans Schwarzkopf GmbH.
Mit der Schwarzkopf-Methode wurde 1972 ein neues systematisches Konzept, bestehend aus Beratung, Produkten und Training, entwickelt. Bereits 1980 stellte Schwarzkopf als erster internationaler Kosmetik-Hersteller überhaupt auf FCKW-freie, umweltfreundlichere Treibmittel für seine Sprays um. 1975 übernahm Schwarzkopf die Olivin GmbH mit den Marken „Bac“ und „Hâttric“. 1975 betrug der Umsatz der Schwarzkopf-Gruppe 468 Millionen DM.
Im Jahr 1995 erwarb der Düsseldorfer Henkel-Konzern das Unternehmen von der Familie Schwarzkopf und dem früheren Hoechst-Konzern und wurde mit einem Schlag zu einem der führenden europäischen Anbieter im Bereich Haarkosmetik. Während die Haarprodukte für Verbraucher inzwischen von Düsseldorf aus entwickelt und vertrieben werden, verblieb das Geschäft mit professionellen Kunden wie Friseuren in Hamburg (Schwarzkopf-Akademie am Jungfernstieg).
Schwarzkopf ist Ausrichter des „Hairdressing Award Austria“.

### Marken
Die Schwarzkopf-Marken sind in die Bereiche Retail (Endverbrauchergeschäft) und Professional (Friseurgeschäft) unterteilt.
Der Retail-Bereich richtet sich an Endverbraucher und besteht aus Haarpflege-, Styling- und Haarfärbeprodukten. Neben Poly, Taft und Seborin gehört auch Gliss Kur dazu. 2004 wurde die auf Street-Styling-Trends basierende Marke Got2B im europäischen Einzelhandel eingeführt.
Der Professional-Bereich richtet sich an Friseure und Stylisten. Man begann 1956 mit Haarfärbeprodukten unter dem Markennamen „Igora Royal“. 1991 wurde die halb-permanente Haarfärbung auf Pflanzenbasis „Igora Botanic“ eingeführt. 2000 kam die Styling-Marke „OSIS“ auf den Markt, 2003 die Hair Spa-Linie „Seah“, 2009 die Marke „Essensity“, die die Verwendung naturbelassener Rohstoffe stark kommuniziert.